# Lydia Galochkina

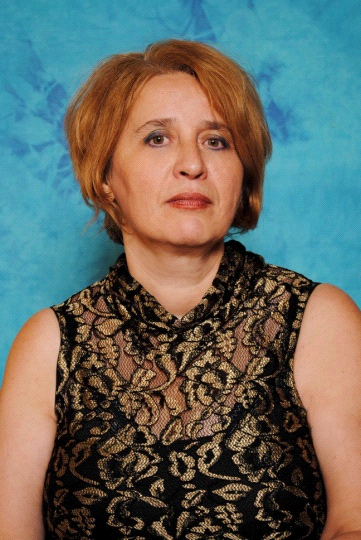
Lydia Galochkina (2015)

Lydia Galochkina (Лидия Николаевна Галочкина/Lidija Nikolajewna Galotschkina; * 20. Februar 1956 in Kiew, Ukrainische SSR, Sowjetunion) ist eine sowjetisch-deutsche Künstlerin, Autorin und Lehrerin.

## Lebenslauf
Nach der Nuklearkatastrophe von Tschernobyl zog Lydia Galochkina 1986 zusammen mit ihrem Ehemann Walentin Galotschkin und ihren Söhnen zunächst von Kiew nach Moskau und im Juli 1999 nach Deutschland um. Als Kontingentflüchtlinge musste die Familie zunächst fünf Monate in einer Flüchtlings-/Asylwerberunterkunft in Nordwestmecklenburg in Wismar, am Rande der Stadt in Haffburg, leben.
Nach dem Studium zur Dipl.-Ingenieurin an der TU Kiew (mit Hauptfächern u. a. Physik, Konstruktionslehre, Technisches Zeichnen und Technisches Englisch) nahm sie an einem Kunstlehrgang des Bildhauers Oleg Komow teil.
Acht Semester studierte sie Englisch bei der staatlichen Fremdsprachenschule in Hamburg, danach Literatur am Maxim-Gorki-Literaturinstitut in Moskau. Während des Studiums und danach unterrichtete sie Physik, Englisch und Deutsch. Auch arbeitete sie weiter als freie Autorin beim Fachmagazin „Englisch“ und bei der Kunstzeitung „The News Art“ des Berufsverbandes bildender Künstler in Moskau.
Sie schreibt Texte und Gedichte in Russisch, Deutsch und Englisch.
Lydia Galochkina ist Mitglied des Ortsvorstandes VS Bayern.
Galochkina lebt mit ihrem Mann in Moskau und in München.

## Auszeichnungen
- 2009: Diplom und Medaille, Berufsverband russischer Schriftsteller
- 2011: Silbermedaille der staatlichen russischen Akademie der Kunst[1]
- 2012: Diplom der staatlichen russischen Akademie der Kunst
- 2019: Ivan Bunin Diplom „Für den Beitrag zur russischen Literatur mit Verleihung einer Medaille I.A. Bunin“
- 2021: Auszeichnung und Medaille "Für Geschicklichkeit und Selbstverleugnung im Streben nach der russischen Literatur", Verband russischer Schriftsteller, 20. Dezember 2021.

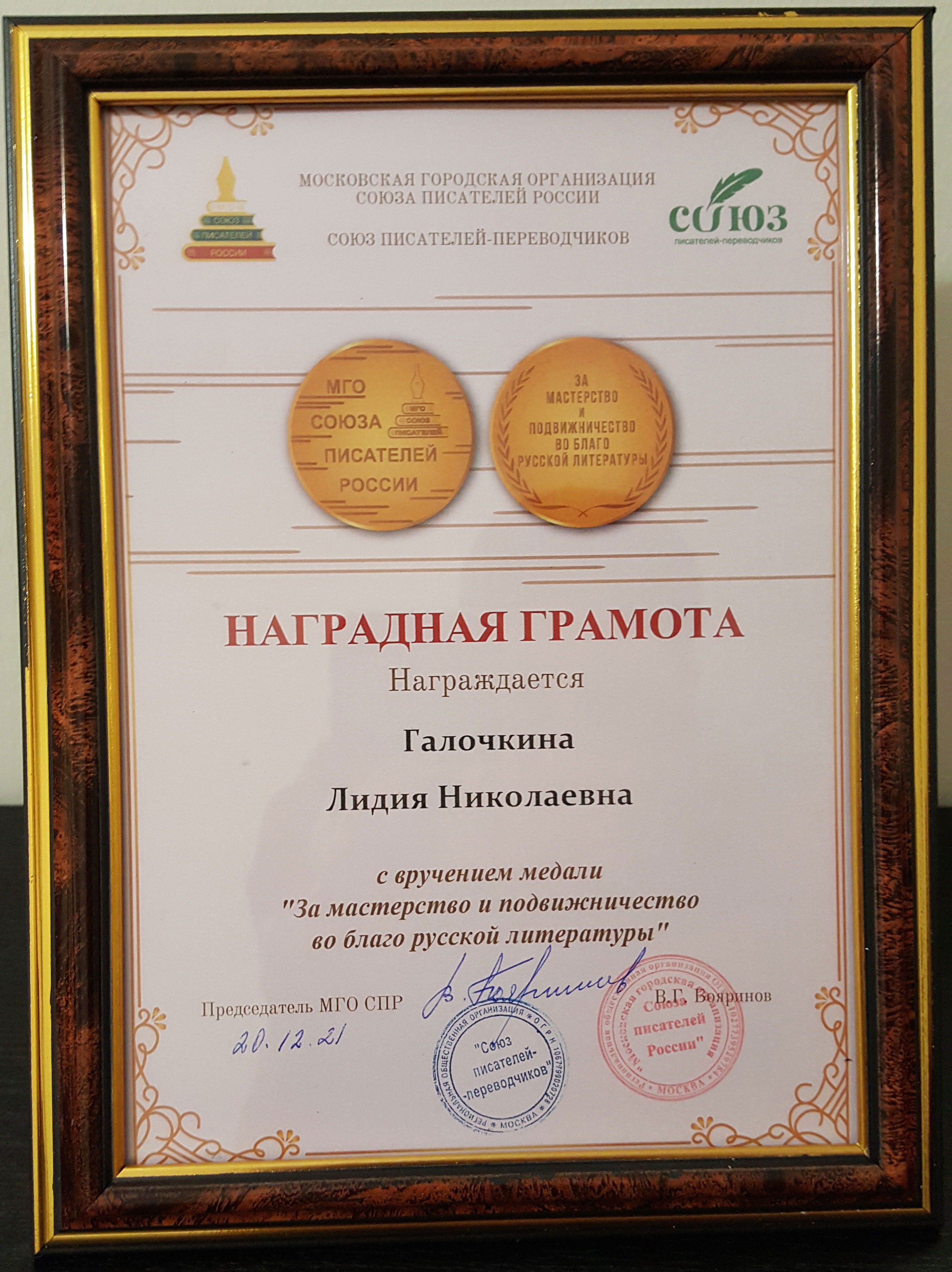
Galochkinas Auszeichnung und Medaille "Für Geschicklichkeit und Selbstverleugnung im Streben nach der russischen Literatur", Verband russischer Schriftsteller, 20. Dezember 2021.

## Werke
- The Neon Glow. The Selected Poems. Gedichte im Englischen. Gedichte-Bibliothek, München-Gräfelfing, 2018, Taschenbuchausgabe: ISBN 978-3-00-059341-3
- Valentin Galochkin (Leben und Werk des Bildhauers). Viaprinto, München, 2018, Grossausgabe: ISBN 978-3-00-059 305-5.
- Skuljptor-myslitelj (russischsprachig), Verlag "Stella", Hechingen, Deutschland, 2018. Grossausgabe: ISBN 978-3-95772-120-4.
- Zuhause, Eine Auswahl Lyrischer Texte, Unterstützung der Gedichte-Bibliothek, München-Gräfelfing, 2018, Taschenbuchausgabe: ISBN 978-3-00-058904-1.
- Der Schneemann weinte die ganze Nacht. Lyrik. Verlag des Bundesverbandes russischer Schriftsteller, Moskau, 2013, Taschenbuchausgabe: ISBN 978-5-7949-0380-5
- Dialogues. Selected Poems. Gedichte im Englischen. Ankil Verlag, Moskau, 2013, Taschenbuchausgabe: ISBN 978-5-86476-383-4. Mit Illustrationen der Autorin.
- Alexander Abramenko: Physik und Gesellschaft. Ankil Verlag, Moskau, 2013, Großausgabe: ISBN 978-5-86476-400-8. Mit Illustrationen von Igor Galochkin.
- Valentin Galochkin: Leben und Arbeit des Bildhauers. Ankil Verlag, Moskau, 2010, Großausgabe: ISBN 978-5-86476-304-9.
- Zwischen Heimaten. Literaturblaetter der Deutschen aus Russland. Almanach 2019. Ostbooks Verlag, Herford, 2019, Taschenausgabe: ISBN 978-3-947270-07-1.
- Fremd Unter Seines Gleichen. Literaturblaetter der Deutschen aus Russland. Almanach 2020. Ostbooks Verlag, Herford, 2020, Taschenausgabe: ISBN 978-3-947270-11-8.
- Im Wandel des WIRs. Literaturblaetter der Deutschen aus Russland. Almanach 2021. BKDR Verlag, Nuernberg, 2021, Taschenausgabe: ISBN 978-3-948589-36-3.
- Hier War Ich, DORT Bin Ich... Literaturblaetter der Deutschen aus Russland. Almanach 2022. BKDR Verlag, Nuernberg, 2022, Taschenausgabe: ISBN 978-3-948589-43-1.
- Fruelings Stimmung(S) Poesie 2018, Novum Verlag, München, 2018, Taschenausgabe: ISBN 978-3-99064-327-3.
- Winter Maerchen Haft. Winter-Anthologie, Novum Verlag, München, 2017, Taschenausgabe: ISBN 978-3-99064-232-0.
- Erinnerst Du Dich, Gedichtband, Verlag Bookmundo, Niederlande, 2023, Taschenbuchausgabe: ISBN 978-94-037-0514-9.
- Dreams Of The Stick Man, Poems, Verlag Bookmundo, Niederlande, 2023, Taschenbuchausgabe: ISBN 978-94-6485-877-8.
- Grafik, Plastik, Malerei, PIXUM München-Germering, Auftragsnummer 534073-762385, Album-Edition, 2023
- Schreibtisch. Literarisches Journal, ausgewählte Gedichte in deutscher Sprache, Verlag Edition Federleicht, Deutschland, Hessen, Fuldatal, Großausgabe 2023, ISBN 978-3-946112-91-4
- Stimmen aus dem Niemandsland, Literaturblätter der Deutschen aus Russland. Literaturalmanach 2023/2024. BKDR Verlag, Nürnberg, 2024, Taschenausgabe, ISBN 978-3-948589-48-6
- Schreibtisch. Literarisches Journal, ausgewählte Gedichte in deutscher Sprache, Verlag Edition Federleicht, Deutschland, Hessen, Fuldatal, Großausgabe 2024, ISBN 978-3-68935-006-2
- Unser Schnee von Heute, Literaturblätter der Deutschen aus Russland. Literaturalmanach 2025. BKDR Verlag, Nürnberg, 1. Auflage, März 2025, Taschenausgabe, ISBN 978-3-948589-57-8

## Kunstausstellungen
Russland
- 1994–2023 Moskau / Roslawl, Smolensk Region

Deutschland
- 2002–2006 Hamburg
- 2015–2019 München

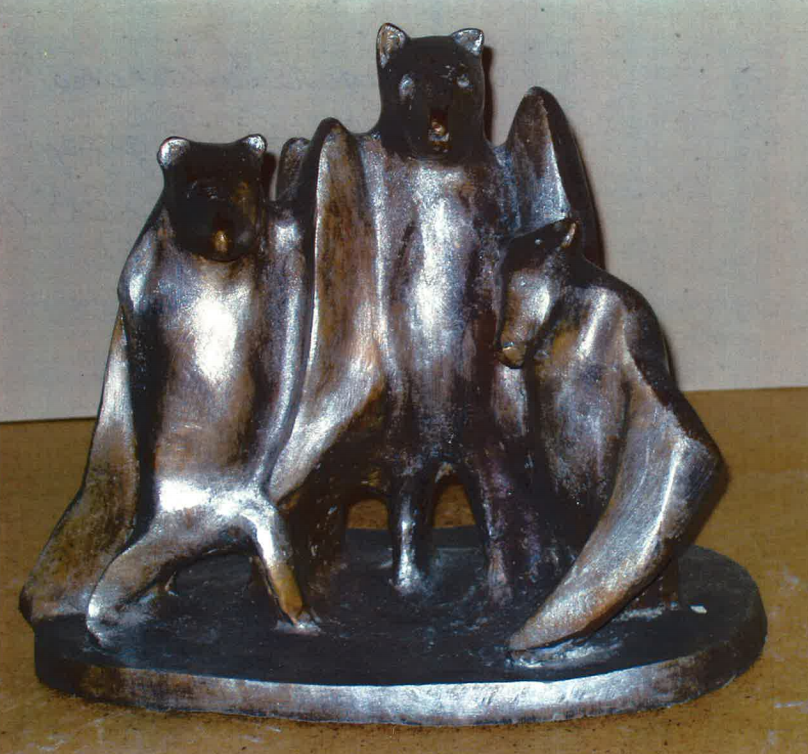
„Fledermäuse“, Bronze, 1995
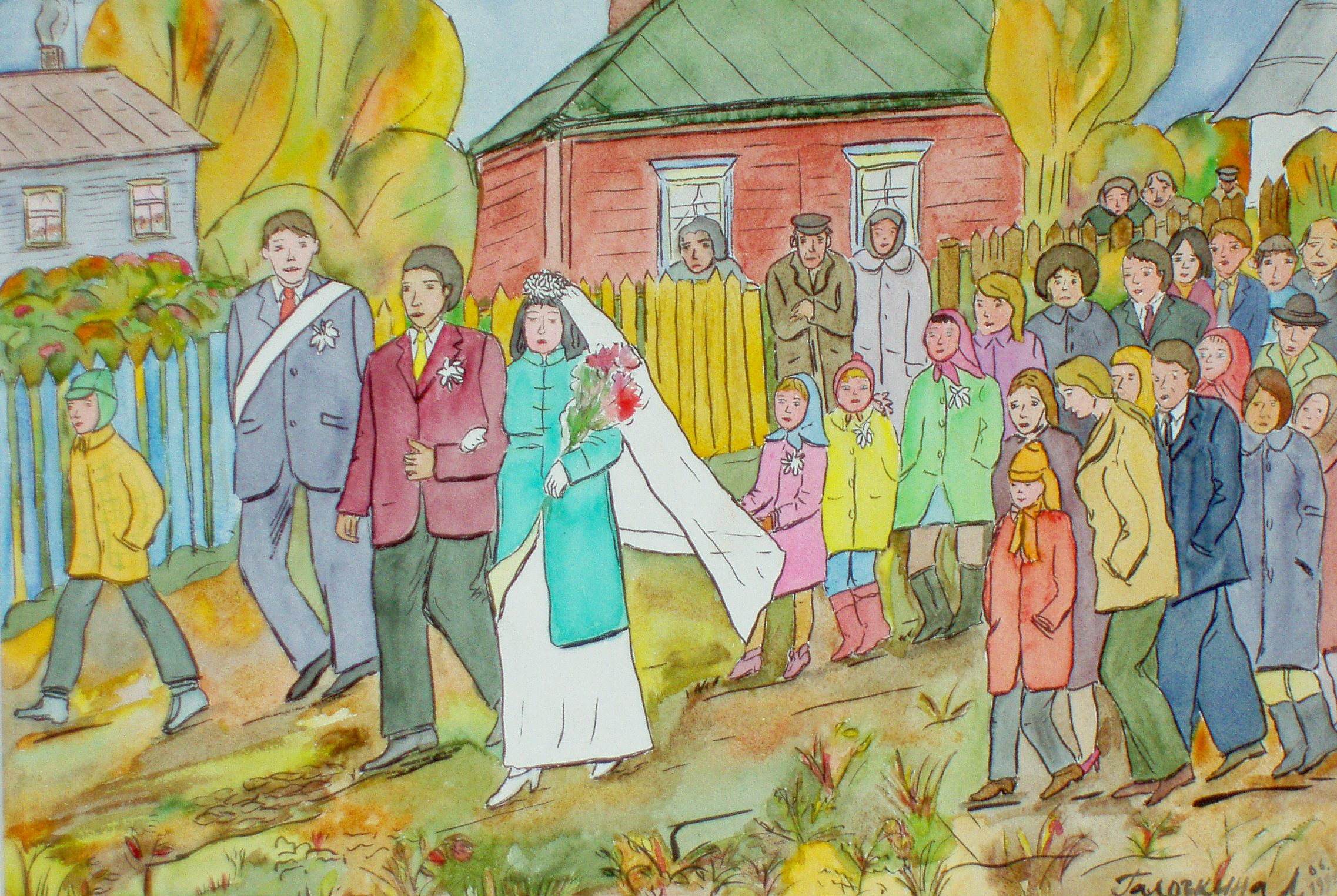
„Hochzeit in einem ukrainischen Dorf“, Wasserfarben, Tusche, 1996
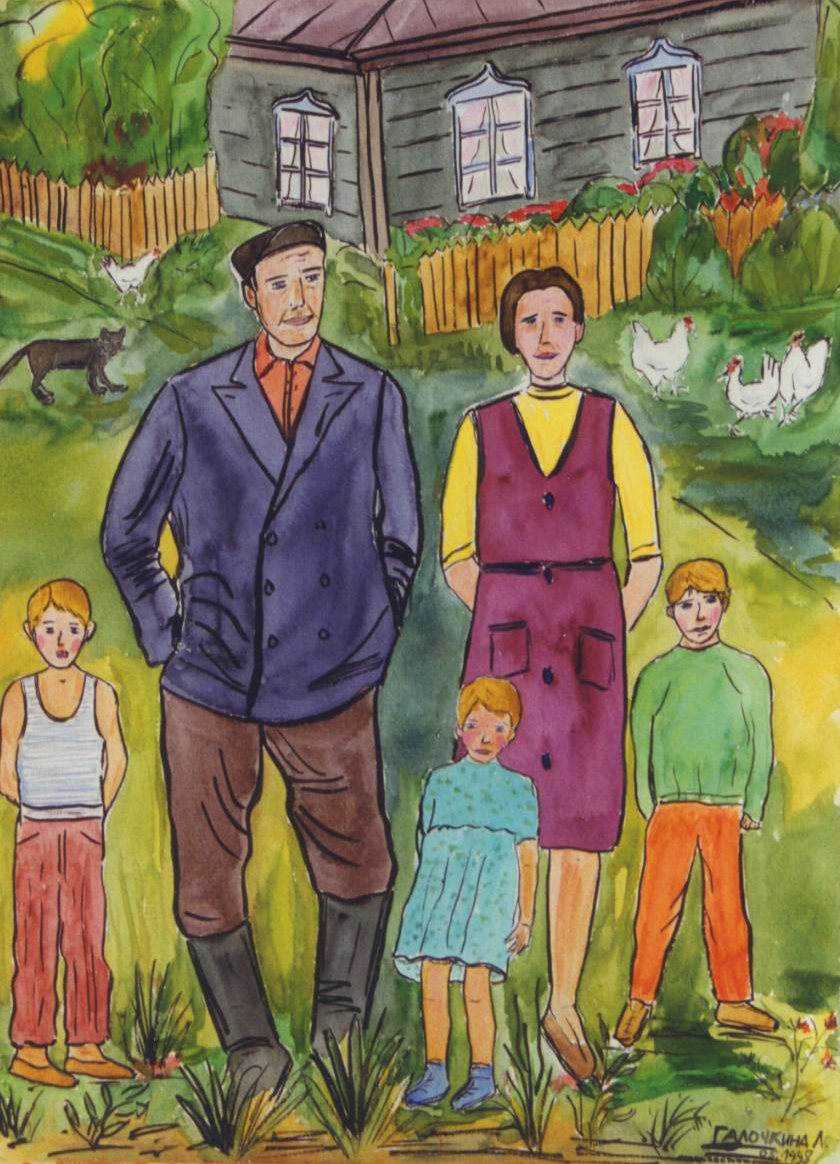
„Onkel Pavel mit seiner Familie“, Wasserfarben, Tusche, 1997
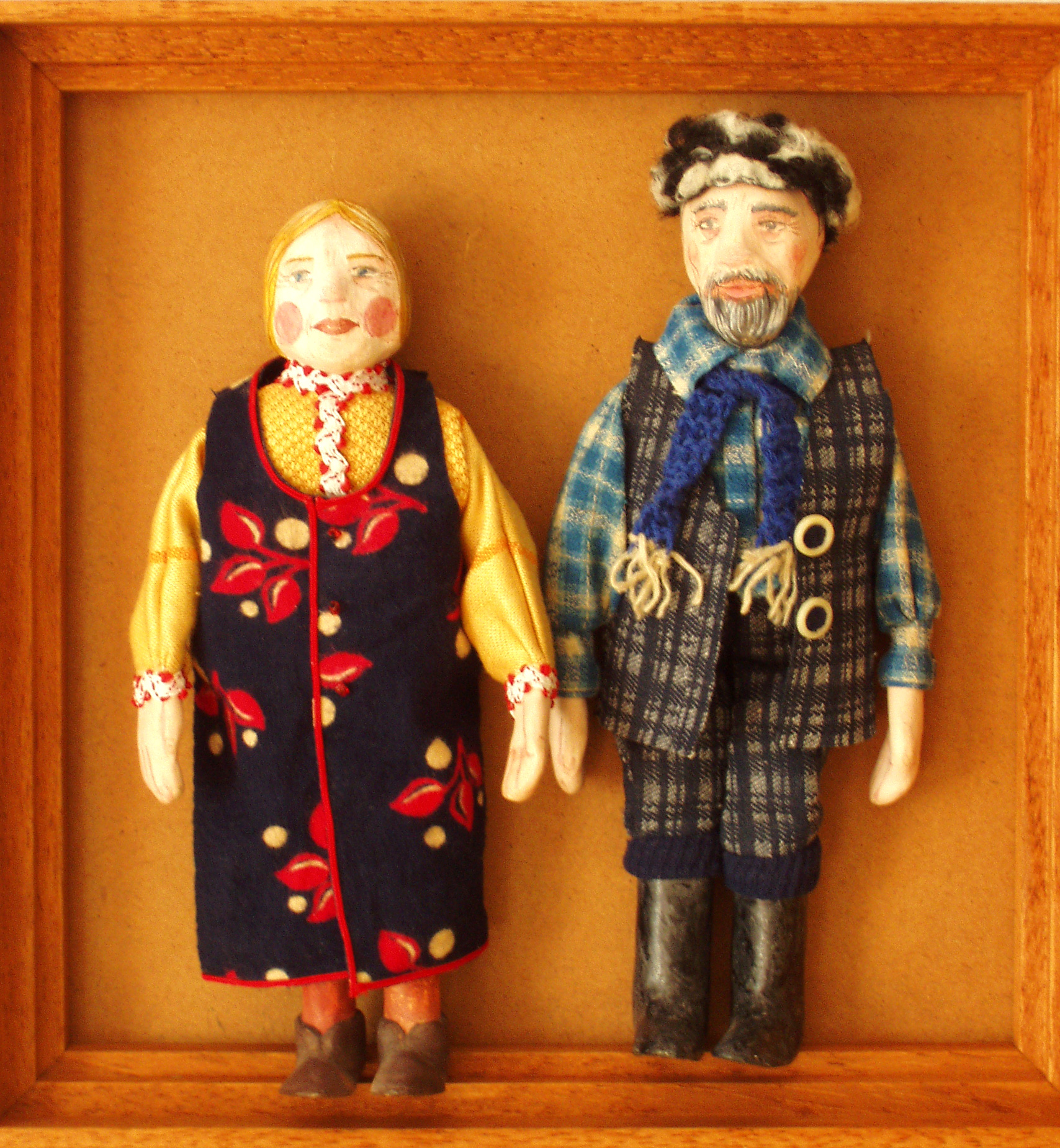
„Altes Familienpaar“, Puppen, Pappmaché, Stoff, 1998
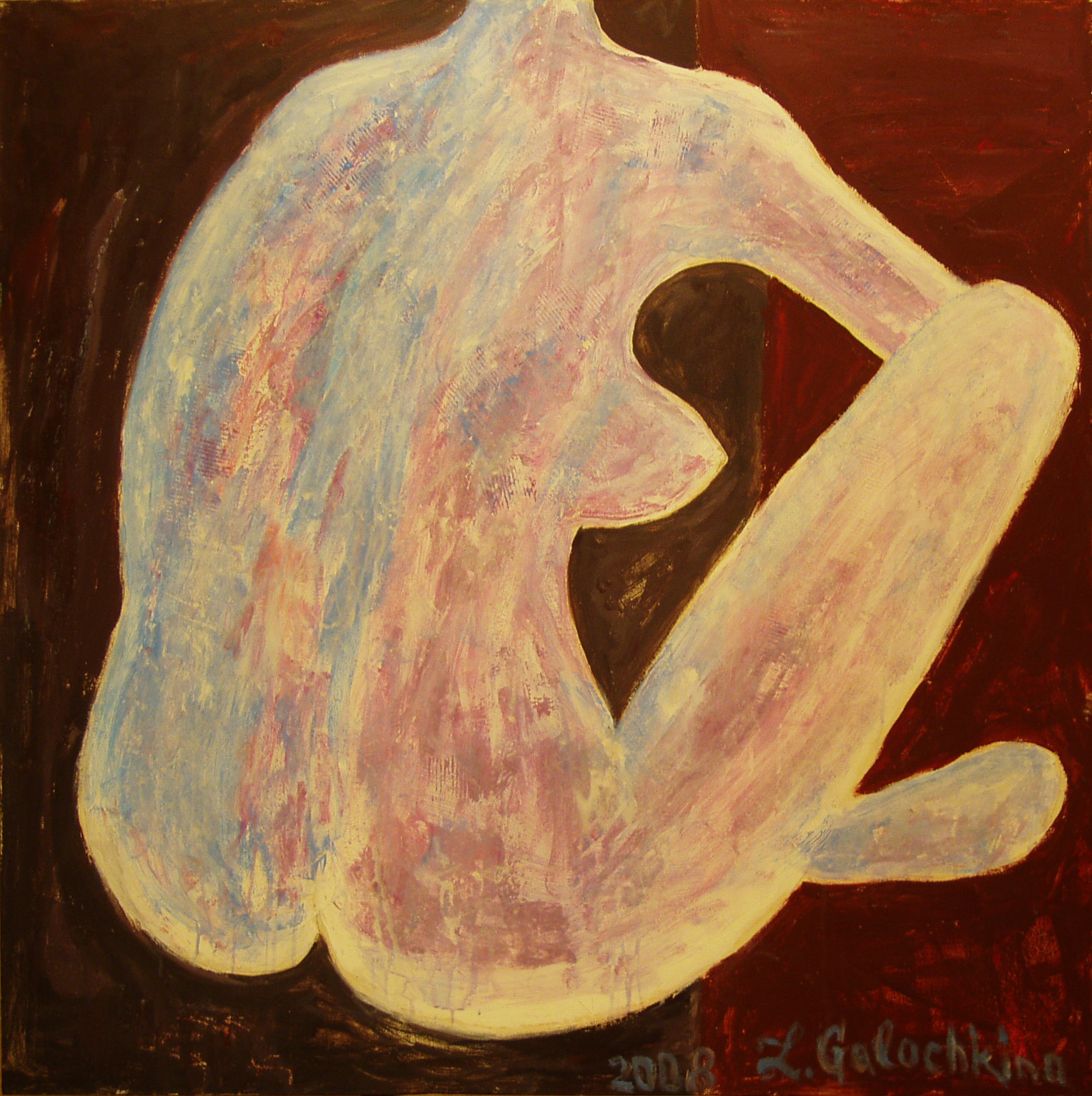
„Sitzende“, Acryl, 2008
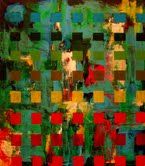
„Stickers auf dem Fenster“, Acryl, 2011

## Kunstsammlungen mit Werken von Lydia Galochkina
- Staatliches Museum für Völkerkunde, Hamburg
- Staatliches Literaturmuseum, Moskau
- Staatliches Allrussisches Museum für Dekorativ-Angewandte Kunst, Moskau
- Staatliches Darwin-Museum, Moskau online
- Staatliches Ilja-Maschkow-Museum der Bildenden Künste, Wolgograd
- Staatliches Museum der Bildenden Künste, Orjol
- Staatliches Museum Rosizo des Kulturministeriums Russlands
- Staatliches Museum der Russischen Kunst, Kiew
- Staatliche Kunstgalerie „Usadba Kuskowo XVIII. Jahrhundert“, Moskau
- Staatliches Museum für Moderne Kunst, ul. Petrovka, Moskau
- Staatliches Museum der Bildenden Künste, Nordkasachstan, Petropawlowsk
- Kunstsammlung von Boris Jelzin
- Russisches Staatsarchiv für Literatur und Kunst (RGALI), Moskau
- Staatliches zentrales Museum für zeitgenössische Geschichte Russlands
- Kunstgalerie Lehmann Hamburg-Harburg online
- Kunstgalerie Raum & Kunst Burgmann Hamburg online